# Sander Drobela
Sander Drobela (* 21. August 1931 in Dresden; † 1. Mai 2010) war ein deutscher Journalist.
Der gelernte Schriftsetzer Drobela studierte von 1953 bis 1955 an der Parteihochschule „Karl Marx“, die er als Diplom-Gesellschaftswissenschaftler abschloss. Ab 1961 war er Chefredakteur des SED-Bezirksorgans Sächsische Zeitung in Dresden. 1965 promovierte er gemeinsam mit Werner Kessel zum Dr. rer. pol. mit der Dissertation Die Rolle der Konzeption bei der Profilierung der Bezirkszeitungen der SED an der Karl-Marx-Universität Leipzig. Von 1966 bis 1989 war er stellvertretender Chefredakteur des SED-Zentralorgans Neues Deutschland. Drobela war Mitglied des Zentralvorstands des Verbandes der Journalisten der DDR. 
1968 erhielt er den Vaterländischen Verdienstorden in Bronze. Zuletzt wohnhaft in Straach.
Seine letzte Ruhestätte fand Drobela 2010 im FriedWald Gartenreich Dessau-Wörlitz bei Oranienbaum.

## Schriften
- mit Werner Kessel: Konzeption und Profil. Ein Beitrag zur wissenschaftlichen Führungstätigkeit in der Redaktion der sozialistischen Presse, Berlin 1965 DNB 481285792.